# Campionatul Mondial de Scrimă pentru juniori din 2003
Campionatul Mondial de Scrimă pentru juniori din 2003 s-a desfășurat în luna aprilie la Trapani, Italia.

## Rezultate

### Masculin
| Probă             | Aur                                                                   | Argint                                                                                 | Bronz                                                                    |
| Spadă             | Ren Lei (CHN)                                                         | Tuo Tong (CHN)                                                                         | Matthieu Canu (FRA) · Normann Ackermann (GER)                            |
| Floretă           | Renal Ganeev (RUS)                                                    | Andrea Cassarà (ITA)                                                                   | Iuri Molcian (RUS) · Giuseppe Alongi (ITA)                               |
| Sabie             | Aleksei Iakimenko (RUS)                                               | Oh Eun (KOR)                                                                           | Balázs Lontay (HUN) · Arnaud Drion (FRA)                                 |
| Spadă pe echipe   | Franța Gauthier Grumier Mathieu Canu Jérémy Moutou Adrien Penso       | Rusia Aleksei Tihomirov Viaceslav Morgoev Andrei Strucikov Igor Radugin                | Polonia Krzysztof Mikołajczak Paweł Bönisch Dariusz Adamek               |
| Floretă pe echipe | Italia Andrea Cassarà Giuseppe Alongi Andrea Baldini Saverio Laiacona | Rusia Anton Ivanov Renal Ganeev Iuri Molcian Artiom Sedov                              | Germania Benjamin Weinkauf Johannes Kobsik Benjamin Kleibrink Boris Zorc |
| Sabie pe echipe   | Coreea de Sud Oh Eun Son Suk-hwan Kim Youn-soo Lee Sang-jin           | Statele Unite ale Americii Patrick Ghattas Mike Momtselidze Adam Crompton Jason Rogers | Polonia Marcin Koniusz Grzegorz Dominik Adam Skrodzki                    |

### Feminin
| Probă             | Aur                                                                              | Argint                                                                             | Bronz                                                                                  |
| Spadă             | Luo Xiaojuan (CHN)                                                               | Iana Șemiakina (UKR)                                                               | Kamara James (SUA) · Sophie Lamon (SUI)                                                |
| Floretă           | Claudia Pigliapoco (ITA)                                                         | Huang Jialing (CHN)                                                                | Karolina Chlewińska (POL) · Evgenia Lamonova (RUS)                                     |
| Sabie             | Sada Jacobson (SUA)                                                              | Alessandra Lucchino (ITA)                                                          | Sofia Velikaia (RUS) · Ekaterina Fedorkina (RUS)                                       |
| Spadă pe echipe   | China Luo Xiaojuan Tan Li Wu Haiyan                                              | Rusia Liubov Șutova Ekaterina Șrupina Anastasia Șeptalina Liudmila Kulbaba         | Germania Beate Christmann Elke Birthelmer Berit Ress Iris Steiner                      |
| Floretă pe echipe | Italia Benedetta Durando Claudia Pigliapoco Valentina Cipriani Marta Camilletti  | Rusia Viktoria Nikișina Aida Șanaeva Evgenia Lamonova Iulia Biriukova              | Statele Unite ale Americii Emily Cross Jacqueline Leahy Hannah Thomspon Matta Thompson |
| Sabie pe echipe   | Rusia Sofia Velikaia Ekaterina Fedorkina Svetlana Kormilițina Ekaterina Diacenko | Statele Unite Alessandra Lucchino Rosanna Pagano Marianna Tricarico Flora Scarlato | Ungaria Anna Vécsei Veronika Gergácz Georgina Kerecsenyi Dora Varga                    |

## Clasament pe medalii
| Loc   | Țară          | Aur | Argint | Bronz | Total |
| ----- | ------------- | --- | ------ | ----- | ----- |
| 1     | Rusia         | 3   | 4      | 4     | 11    |
| 2     | Italia        | 3   | 2      | 1     | 6     |
| 3     | China         | 3   | 2      | 0     | 5     |
| 4     | Statele Unite | 1   | 2      | 2     | 5     |
| 5     | Coreea de Sud | 1   | 1      | 0     | 2     |
| 6     | Franța        | 1   | 0      | 2     | 3     |
| 7     | Ucraina       | 0   | 1      | 0     | 1     |
| 8     | Germania      | 0   | 0      | 3     | 3     |
| 8     | Polonia       | 0   | 0      | 3     | 3     |
| 10    | Ungaria       | 0   | 0      | 2     | 2     |
| 11    | Elveția       | 0   | 0      | 1     | 1     |
| Total | Total         | 12  | 12     | 18    | 42    |